# Nosy Boraha
Nosy Boraha, poznatiji po svom starom francuskom nazivu Ile Sainte Marie (Otok sv. Marije), otok na sjeveroistoku Madagaskara, u provinciji Toamasina; pokrajini Analanjirofo. Najveće otočno mjesto i upravno središte otoka organiziranog kao jedinstveni distrikt je Ambodifototra, ostala mala naselja na otoku su Anivorano, Ambatorao, Lokintsi, Ilampi, Ravoraha i Tananbe. 
Taj neobično izduljeni otok nalikuje tipičnoj predodžbi o raju, sa svojim dugim pješčanim plažama i palmama kokosa u pozadini.
Većinsko stanovništvo otoka su pripadnici malgaškog naroda Betsimisaraka.

## Zemljopisna i klimatska obilježja
Nosy Boraha je otok dug 65 km, i širok od 2 do 7 km, koji se proteže duž sjeveroistočne obale Madagaskara, preko puta grada Soanierana Ivongo (5 - 12 km).
Nosy Boraha je zapravo pravo malo otočje s nizom otočića: Ile aux nattes (Otok otirača), Ile au Madame (Otok gospođe) i Ile aux Forbans (Piratski otok), Ilots aux sables (Pješčani otok) i Ile aux Baleineaux (Teleći otok).
Otok ima jedinstvenu i vrlo bogatu floru (gusti šumski pokrov) i faunu, koja je ishod prilagodbe životinja i biljaka na specifično koraljno tlo otoka. Tako na otoku živi nekoliko vrsta endemskih lemura, kao i mnoštvo orhideja među kojima je najpoznatija Eulophiella roempleriana koju zovu kraljicom Madagaskara. Otok je bio jedino mjesto gdje je egzistirala Delalandeova kukavica (Coua delalandei), sve do kraja 19. stoljeća kad su ju istrijebile podivljale mačke koje su naselili europski pirati.
Nosy Boraha je udaljena oko 190 km sjeverno od provincijskog središta Toamasine i oko 500 km od glavnog grada Antananariva. 
Klima je tipična tropska sa stalnim dnevnim kišama i visokim temperaturama tijekom cijele godine. Od lipnja do rujna traje suho hladno razdoblje, dok je od studenog do ožujka vruće vlažno razdoblje. Prosječna dnevna temperatura je relativno konstantna cijelu godinu, iako je malo hladnije u srpnju i kolovozu kad je prosječna temperatura oko 24°C. Nešto toplije je u siječnju i veljači kad temperature dosežu u prosjeku 30°C. Sezona ciklona traje od siječnja od ožujka.

## Povijest
Domoroci Nosy Borahe kao i ostali Malgaši imaju sličnu legendu o svom podrijetlu, po njoj je njihov praotac bio brodolomac Abraham ili Ibrahim kojeg je spasio morski pas i doveo do obala otoka. Zbog toga je on za njih i danas sveta riba, koja se ne smije jesti zbog zabrane (fadi).

### Pirati
Prava povijest otoka otpočela je početkom 17. stoljeća kad je postao baza pirata i nastavio to biti sve do kraja 18. stoljeća. Oni su otok izabrali jer je bio blizu tadašnjih pomorskih ruta za plovidbu do Indije, a ti brodovi često su prevozili prava bogatstva što je veliki izazov za pirate. Odlični prirodni uvjeti, brojne sigurne uvale za sidrenje brodova, bogatstvo šuma i pitke vode pretvorili su Nosy Borahu u piratski raj. Brojni legendarni pirati toga doba William Kidd, Robert Culliford, Olivier Levasseur, Henry Avery, Abraham Samuel, Thomas Tew itd. živjeli su na Gusarskom otoku (Île aux Forbans), koji se nalazi u uvali glavnog otočkog grada Ambodifotatre. Mnogi od njih poženili su otočne žene i zasnovali obitelji. Brojni ostaci njihove prisutnosti vidljivi su i danas. Piratsko groblje (Cimetière Forbans) nalazi se na brdu iznad Ambodifotatre, kao i nekoliko olupina njihovih brodova koje leže nekoliko metara ispod površine u Gusarskom zaljevu. Za jednu od njih pretpostavlja se da bi mogla biti Vatreni zmaj, brod poznatog pirata Kapetana Condenta.
Postoji hipotetska mogućnost da je i Nosy Boraha kao i Antsiranana bila kraj u kojem je egzistirala Libertalia, jedna utopijsko-anarhistička zajednica koju su u drugoj polovini 17. stoljeća osnovali talijanski svećenik Angelo Caraccioli i francuski pirat Misson. Libertalia je ukinula ropstvo čak 150 godina prije bilo koje europske države, i egzistirala samo tridesetak godina dok ju nisu uništili domoroci. Današnji povjesničari sumnjaju u postojanje ove neobične republike, o kojoj je raširio glas poznati pirat Charles Johnson u svojoj knjizi A General History of the Pyrates izdanoj 1724. godine.
Početkom 18. stoljeća na otoku i po njihovim kolonijama na Madagaskaru (Fenerive, Foulpointe, Tintingue, Zaljev Antongila/otok Nosy Mangabe) živjelo je više od 1 000 pirata. Njihovi potomci zvani Malati uspjeli su do godine 1720. uspostaviti dominaciju nad svim lokalnim plemenima koja nisu ni pružila otpor poput Betsimisaraka, od Foulpointe do Zaljeva Antongila na malegaški obali.
Te akcije vodio je poznati Ratsimilaho, sin engleskog pirata i kćeri tadašnjeg vladara Nosy Borahe, koji je simpatizirao Francuze. Prije smrti udao je svoju kćer Bety za francuskog pirata La Bigornea tako da je on postao suvladar otoka, te nije bilo nikakvo čudo što je kraljica Bety 30. srpnja 1750. potpisala ispravu kojom je predala otok pod francuski suverenitet. Kraljica Bety ipak nije prošla dobro; nju su na kraju protjerali na Mauricijus, a vlast nad otokom imali su u potpunosti Francuzi koji su sve donedavno imali poseban povlašteni status.
Nosy Boraha bio je francuska kolonija od 1820. do 1822. godine. Tad su se na otoku počele osnivati velike plantaže za uzgoj šećerne trske i riže te stočarske farme za uzgoj goveda, što je pridonijelo rastu stanovništva tako da je otok oko 1860. imao otprilike 5 900 stanovnika i bio dio Kolonije Mayotte. Krajem 19. stoljeća ušao je u sastav francuske kolonije Madagaskar.

## Gospodarstvo i promet
Do Nosy Borahe moguće je doći avionom ili brodom preko luke u Soanierani Ivongo. Većina stanovnika bavi se ribarstvom, poljoprivredom i u posljednje vrijeme turizmom. Većina hotela nalazi se oko grada Ambodifototre.
Na krajnjem jugu otoka nalazi se zračna luka Sainte Marie (IATA: SMS, ICAO: FMMS), iz koje postoje redovne linije za Antananarivo i Toamasinu koje održava domaća kompanija Air Madagaskar.

### Grbavi kitovi
Kanal između otoka i Madagaskara je odlično mjesto za promatranje kitova. U njemu se svake godine oko rujna skupi veliki broj grbavih kitova (Megaptera) koji tu dođu iz Antarktike zbog razmnožavanja i uzgoja potomstva. Tu imaju idealne uvjete za rast svojih mladunaca i vlastite ljubavne igre, prije velikog povratka u hladno more.

### Ronjenje
Koraljna laguna Nosy Boraha nema morskih pasa, koji su inače vrlo brojni u Indijskom oceanu. Zbog toga kao i zbog očuvane podvodne faune vrlo je popularno odredište ronioca iz cijeloga svijeta.

### Tradicija i kultura
Mnoge malgaške tradicije s većeg otoka egzistiraju i na Nosy Borahi, kao što je štivanje relikvija predaka. Oni nakon svakih nekoliko godina vade ostatke svojih pokojnika iz grobova i nose svečano kroz selo. Neka mjesta na otoku su za njih fadi (tabu) i tamo je zabranjeno ići, što mnogi turisti ne znaju pa imaju velikih poteškoća. 

## Vanjske poveznice
- Ile Sainte Marie Madagascar, sables blancs et paysages uniques  Arhivirana inačica izvorne stranice od 9. siječnja 2016. (Wayback Machine)
- Otok Sainte Marie (Nosy Boraha)  Arhivirana inačica izvorne stranice od 15. veljače 2008. (Wayback Machine)